# Oplostomus rufiventris
Oplostomus rufiventris är en skalbaggsart som beskrevs av Edgar von Harold 1878. Oplostomus rufiventris ingår i släktet Oplostomus och familjen Cetoniidae. Inga underarter finns listade i Catalogue of Life.